# 2014 en économie (discipline)
| • Chronologie générale de l'économie • |

| • Chronologie générale de l'économie • |

| Années de l'économie : 2011 - 2012 - 2013 - 2014 - 2015 - 2016 - 2017    |
| Décennies de l'économie : 1980 - 1990 - 2000 - 2010 - 2020 - 2030 - 2040 |

Cet article présente les faits marquants de l'année 2014 en économie.

## Chronologie
- 17 avril 2014 : L'économiste américain Matthew Gentzkow reçoit la Médaille John Bates Clark[1].
- 13 octobre 2014 : L'économiste français Jean Tirole reçoit le prix Nobel d'économie pour son « analyse du pouvoir de marché et de la régulation ».